# Sponsor irideus
Sponsor irideus es una especie de escarabajo del género Sponsor, familia Buprestidae. Fue descrita científicamente por Kerremans en 1902.

## Distribución
Habita en la región afrotropical.